# Subadar

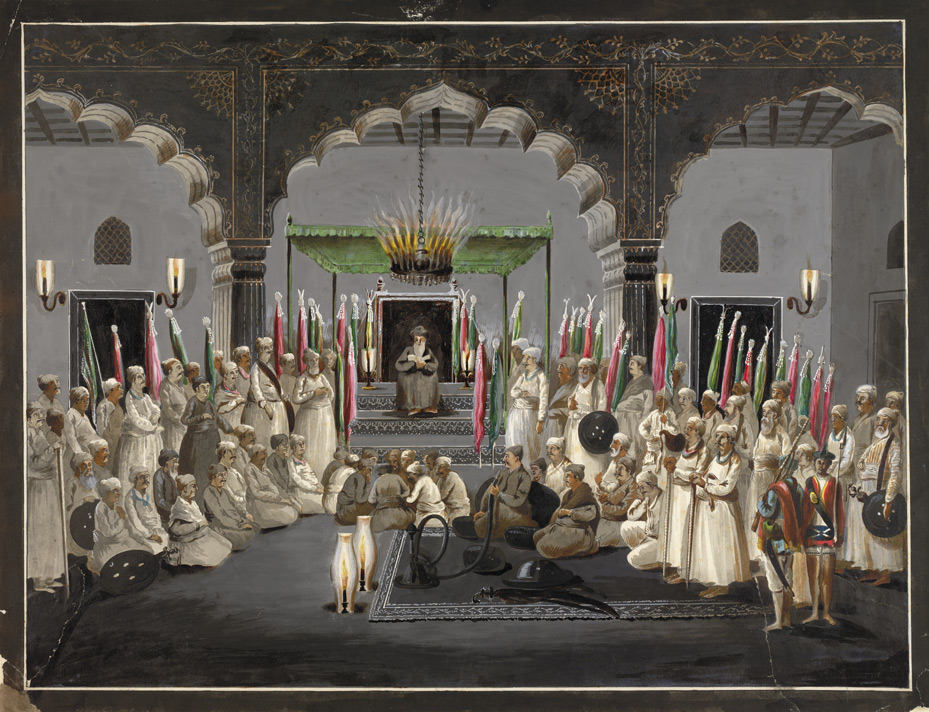
Los rangos mogoles incluían los títulos de nabab, subadar, mansabdari, sowar y sipai. Los príncipes mogoles a menudo recibían los títulos de mir y mirza.

Subadar (en urdu: صُوبہ دار) (también conocido como Nazim) fue una de las designaciones de un gobernador de una subá (provincia) durante la era mogol de la India, que fue denominado alternativamente como Sahib-i-Subah o nazim. La palabra subadar es de origen persa.
El subadar era el jefe de la administración provincial mogol. Estaba asistido por los provinciales diván, bakshi, faujdar, kotwal, cadí, sadr, Waqa-i-Navis, qanungo o patwari. Los subadares normalmente eran nombrados por los príncipes mogoles o por los oficiales que tenían los mansabs (rangos) más altos.

## Nazim
Un nazim ([ˈnaːzɪm], en urdu: ناظِم), que es la palabra árabe para 'organizador' o 'convocante', similar a un alcalde, es el coordinador de ciudades y pueblos en Pakistán. Nazim es el título en urdu del principal funcionario electo de un gobierno local en Pakistán, como un distrito, tehsil, consejo de unión o consejo de aldeas. Del mismo modo, un teniente de alcalde es conocido como naib nazim (نائب ناظِم). La palabra naib en urdu significa literalmente 'asistente' o 'diputado', por lo que naib nazim tiene una función similar a un teniente de alcalde. También es el custodio de la casa.
El nombre que se utiliza para el presidente del Islami Jamiat-e-Talaba (IJT), la Unión Islámica de Estudiantes en Pakistán, es nazim-e-ala. Este es elegido por un año, y después de completar ese mandato, todos los miembros de IJT que son llamados (Arkaan) eligen uno nuevo. El 'jefe kj nazim', o nazim de distrito, es elegido por los nazims de los consejos de la Unión, los consejeros de la Unión y los nazims de Tehsil, quienes a su vez son elegidos directamente por los votos de los locales.
Pakistán originalmente tenía un sistema heredado de la época colonial británica, donde un alcalde era el jefe de un distrito. Sin embargo, en virtud de la Local Government Act (Ley de gobierno local), el papel de un nazim se volvió distinto al de un alcalde, con más poder. El sistema de nazim se introdujo después de que el gobierno de Pakistán levantara el sistema de comisionado impuesto durante el gobierno británico. Ahora no hay comisionado para ninguna de las divisiones, comisionado adjunto para los distritos o comisionados adjuntos, ya que la ley de gobierno local se estableció en el país en 2001. Sin embargo, una excepción es Islamabad, la capital federal, donde el sistema de comisionados permanece y está en vigor. En 2009, el nuevo gobierno restauró el sistema de comisionados en las divisiones, pero los nazims también quedaron en esa estructura.
Un nazim también está facultado para decidir casos penales. El nazim es el funcionario electo de rango más bajo de Pakistán.